# Vinja vas
Vinja vas este o localitate din comuna Novo mesto, Slovenia, cu o populație de 142 de locuitori.